# Monique Adams
Monique Adams (ur. 7 lutego 1970) – amerykańska siatkarka, grająca na pozycji przyjmującej.

## Sukcesy klubowe
Mistrzostwa NCAA:
- 1991, 1992

Mistrzostwo Brazylii:
- 2006

Puchar Grecji:
- 2008

Mistrzostwo Grecji:
- 2008[4]